# Kaap Inubo

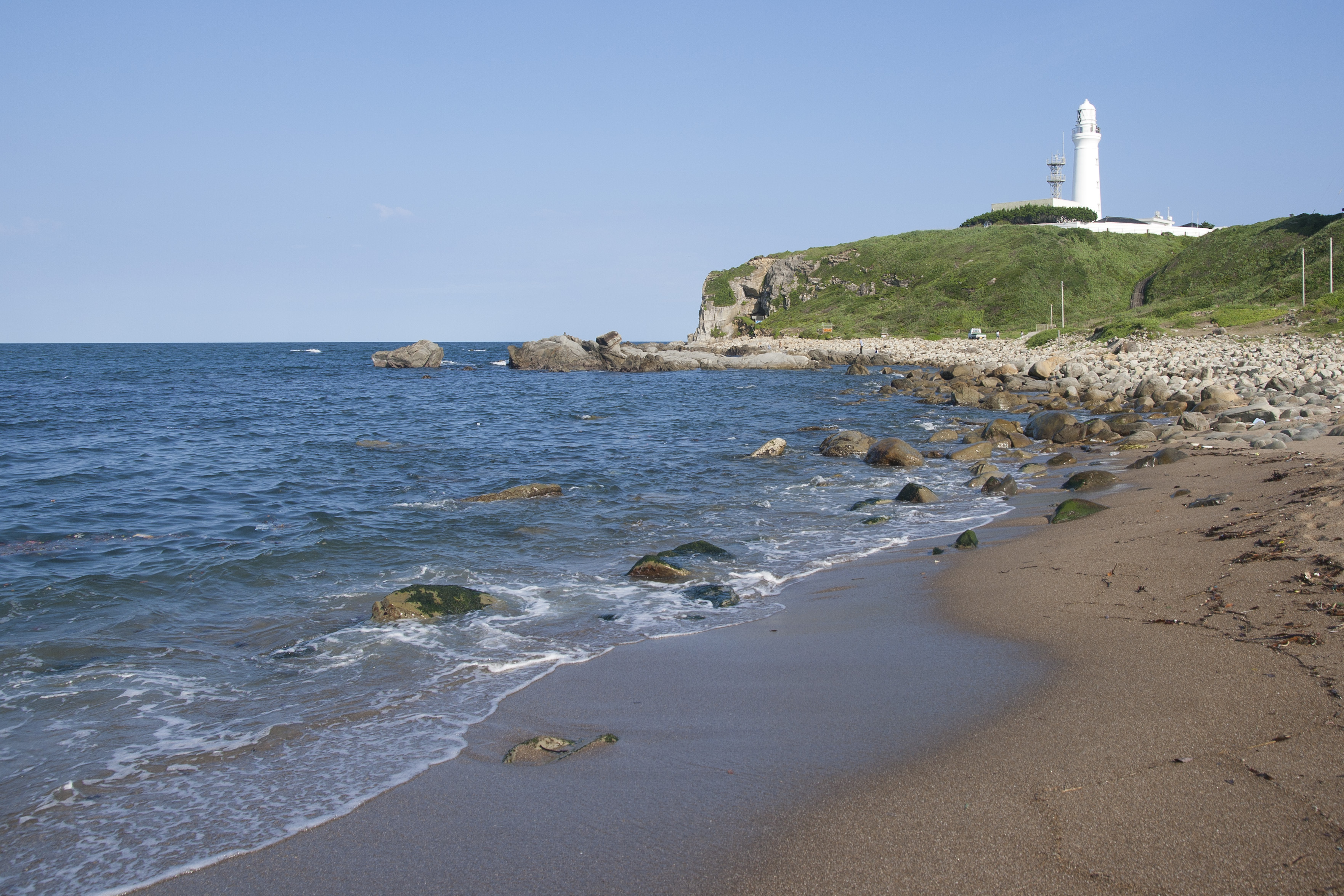
Kaap Inubo met vuurtoren

Kaap Inubo (犬吠埼, Inubōsaki) is het meest oostelijke punt van de Japanse prefectuur Chiba, in de gemeente Choshi. De kaap ligt ten zuidoosten van de stad Choshi, en hier mondt de rivier Tone uit in de Grote Oceaan.
Op de kaap staat sinds 1874 een vuurtoren.
Op ongeveer 1800 meter naar het zuiden ligt de Kaap Nagasaki waar de eerste zonsopgang te zien is.